# =1
=1 är rockbandet Deep Purples tjugotredje studioalbum, utgivet den 19 juli 2024.

## Låtförteckning
Samtliga låtar är skrivna av Ian Gillan, Roger Glover, Ian Paice, Don Airey, Simon McBride och Bob Ezrin.
| Nr           | Titel              | Längd |
| ------------ | ------------------ | ----- |
| 1.           | Show Me            | 3:59  |
| 2.           | A Bit on the Side  | 4:10  |
| 3.           | Sharp Shooter      | 3:44  |
| 4.           | Portable Door      | 3:48  |
| 5.           | Old-Fangled Thing  | 4:08  |
| 6.           | If I Were You      | 4:42  |
| 7.           | Pictures of You    | 3:51  |
| 8.           | I'm Saying Nothin' | 3:28  |
| 9.           | Lazy Sod           | 3:40  |
| 10.          | Now You're Talkin' | 4:05  |
| 11.          | No Money to Burn   | 3:21  |
| 12.          | I'll Catch You     | 3:20  |
| 13.          | Bleeding Obvious   | 5:50  |
| Total längd: | Total längd:       | 52:06 |

## Musiker
- Ian Gillan – sång
- Roger Glover – basgitarr
- Don Airey – keyboard
- Ian Paice – trummor
- Simon McBride – gitarr